# 法国远东远征军团
法国远东远征军团（法語：Corps Expéditionnaire Français en Extrême-Orient）是1945年法国军队在法屬印度支那建立的远征部队，主要在第一次印度支那战争期间与越南獨立同盟會作战但最终失利。1947年时人数在11万5000人左右，指挥官为讓·德·拉特爾·德·塔西尼